# Så förer Du, o Gud
Så förer Du, o Gud är en psalmtext med 13 verser av Gerhard Tersteegen. Den sjungs till melodi nr. 172 i den tyska Hall.-koralboken.

## Publicerad i
- Syréens Sångbok, nr. 25 1843.
- Lilla Kempis, Andeliga sånger nr. 19, 1876.